# Den of Thieves: Pantera
Den of Thieves: Pantera är en amerikansk actionfilm från 2025. Filmen är regisserad av Christian Gudegast, som även svarat för filmens manus. Filmen är en fortsättning på Den of Thieves från 2018.
Filmen hade biopremiär i Sverige den 10 januari 2025, utgiven av SF Studios.

## Handling
Filmen är en direkt fortsättning på Den of Thieves och följer Big Nick O'Briens jakt på Donnie Wilson som planerar nästa stöt.

## Rollista (i urval)
- Gerard Butler – Nick O'Brien
- O'Shea Jackson Jr. – Donnie Wilson
- Michael Bisping – Connor
- Salvatore Esposito
- Orli Shuka
- Evin Ahmad
- Cristian Solimeno
- Nazmiye Oral
- Rico Verhoeven
- Velibor Topic